# Велешко-прилепски партизански одред
Велешко-прилепски народноослободилачки партизански одред "Трајче Петкановски" формиран је крајем априла 1944. године од 30 бораца, подељених у групе од по десет људи. Име је добио у част палог партизана Трајча Петкановског. Овај одред је деловао у околини села у рејонима Азот и Порече, а најчешће акције које је изводио биле су напади на групе бугарске полиције, диверзије на комуникацији Скопље-Велес и остало. Током септембра 1944. године одред је бројао 400 бораца. Заједно са осталим партизанима, 2. септембра 1944, од овог одреда је формирана Осма македонска ударна бригада.

## Борци
- Боро Мокров, политички комесар
- Стоилко Иванов, заменик политичког комесара